# Feuerwehr in Polen

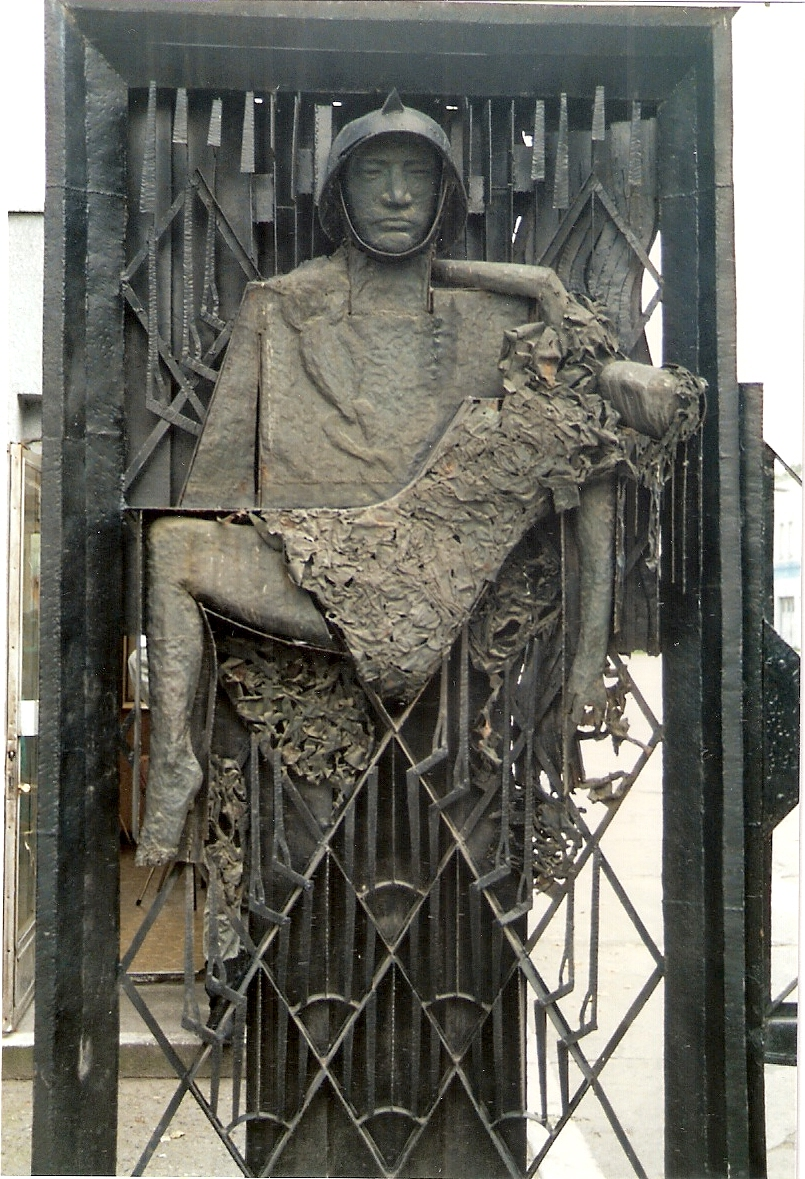
Schmiedeeisernes Eingangstor der Feuerwache Opole, Motiv: Feuerwehrmann mit gerettetem Mädchen

Die Feuerwehr in Polen teilt sich in die staatlich organisierten Berufsfeuerwehren (polnisch: Państwowa Straż Pożarna) und Freiwilligen Feuerwehren (polnisch: Ochotnicza Straż Pożarna, OSP), Werkfeuerwehren (polnisch: Zakładowa Straż Pożarna) und Flughafenfeuerwehren. Die Freiwilligen Feuerwehren, Werkfeuerwehren und Flughafenfeuerwehren gelten als nichtstaatliche Organisationen und sind daher auch nicht den Berufsfeuerwehren unterstellt.

## Allgemeines

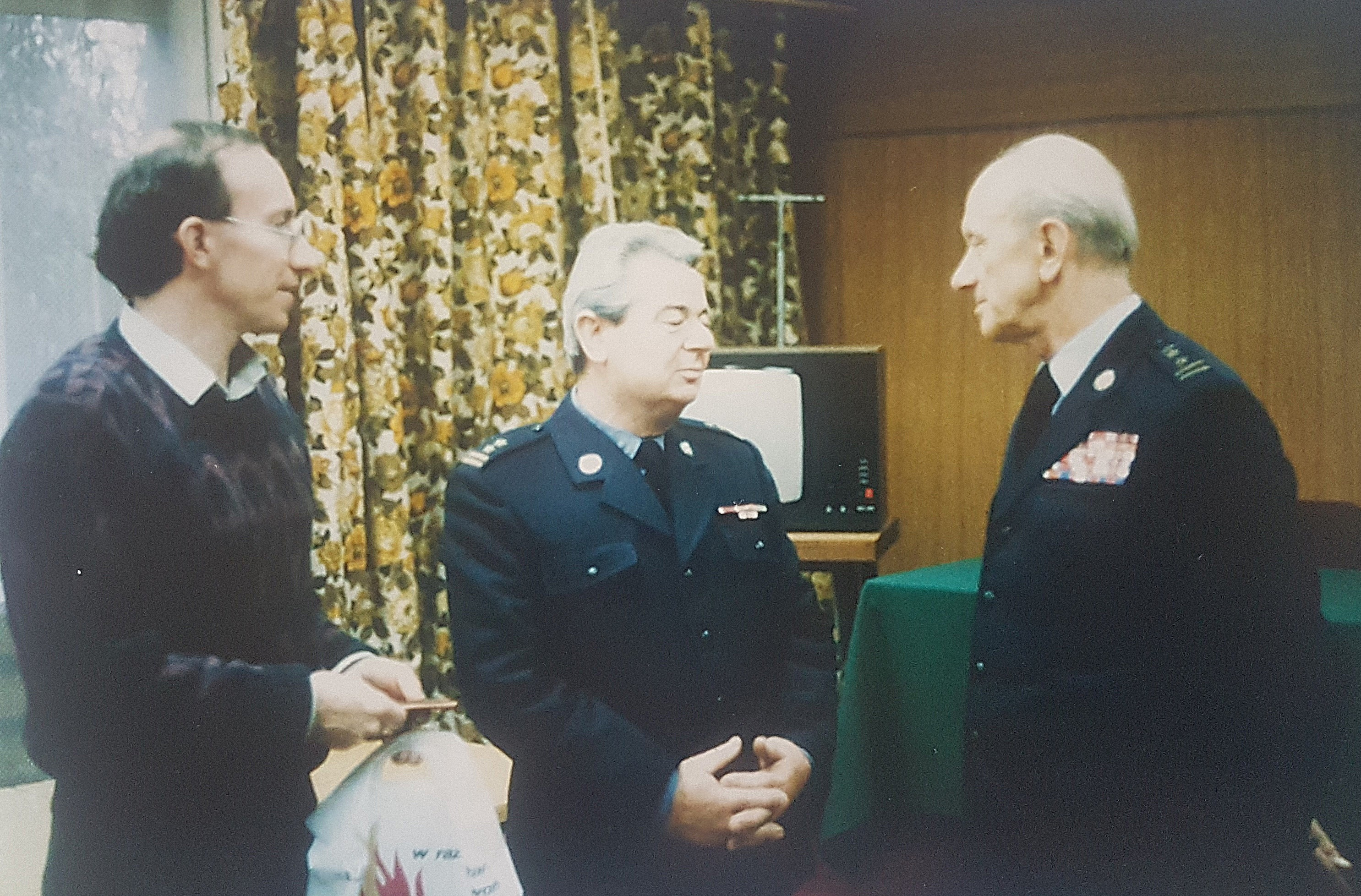
Franz-Josef Sehr (links, deutsche Delegation) mit Oberstleutnant Herbert Nos und Oberst Mieczyslaw Janiec in Opole, 1987

In Polen bestehen 18.656 Feuerwehrhäuser und Feuerwachen, in denen 1.671 Löschfahrzeuge und 353 Drehleitern bzw. Teleskopmaste für Feuerwehreinsätze bereitstehen. Insgesamt sind 676.193 Personen, davon 30.351 Berufsfeuerwehrleute und 645.642 freiwillige Feuerwehrleute, im Feuerwehrwesen tätig. Der Frauenanteil beträgt neun Prozent. In den Jugendfeuerwehren sind 8.440 Kinder und Jugendliche organisiert. Die polnischen Feuerwehren wurden im Jahr 2019 zu 512.514 Einsätzen alarmiert, dabei waren 153.520 Brände zu löschen. Hierbei wurden 508 Tote von den Feuerwehren bei Bränden geborgen und 3.782 Verletzte gerettet.
Eine Zentrale Führungs- und Organisationsstruktur, die Einrichtung von leistungsfähigen Brandschutzeinrichtungen sowie die Modernisierung des Fuhrparkes bestimmten in den letzten Jahren die Entwicklung des Feuerwehrwesens in Polen. Das staatliche Feuerwehrwesen basiert auf dem Gesetz über die staatliche Feuerwehr, das durch verschiedene Gesetze und Verordnungen, wie Sicherheitsgesetze, Umweltschutzverordnungen und die Normengesetzgebung ergänzt wird.

## Staatlich organisierte Feuerwehr

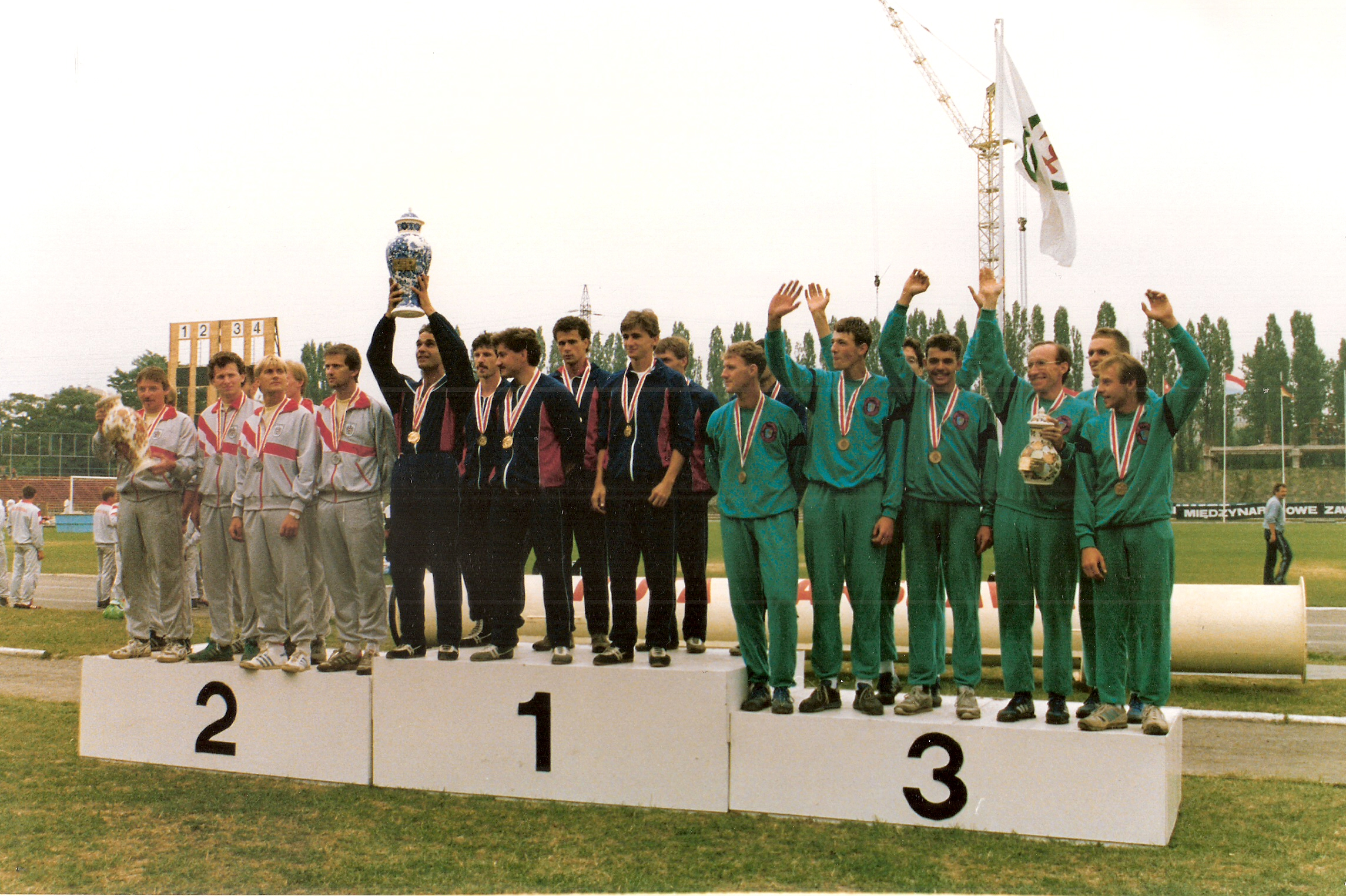
Warschau 1989: Siegerehrung Feuerwehr-Olympiade Disziplin Löschangriff Freiwillige Feuerwehren

Die Basis der staatlich organisierten Feuerwehr (Państwowa Straż Pożarna, PSP) bilden die 335 kommunalen (Bezirks)Kommandanturen der Berufsfeuerwehren in den Landkreisen und Städten, sowie die 498 Lösch- und Rettungseinheiten der Berufsfeuerwehren. Diese sind in den 16 überregionale Brandschutzverwaltungen (polnisch: Komendy Wojewódzkie Państwowej Straży Pożarnej) unterstellt. Diese 16 Brandschutzverwaltungen sind wiederum einer Hauptverwaltung (polnisch: Komenda Główna Państwowej Straży Pożarnej) unterstellt, die dem polnischen Innenministerium unterstellt ist.

### Struktur
- Hauptverwaltung der Staatlichen Feuerwehr in Warszawa
  - Brandschutzverwaltung in Białystok
  - Brandschutzverwaltung in Gdańsk
  - Brandschutzverwaltung in Gorzów Wielkopolski
  - Brandschutzverwaltung in Katowice
  - Brandschutzverwaltung in Kielce
  - Brandschutzverwaltung in Kraków
  - Brandschutzverwaltung in Lublin
  - Brandschutzverwaltung in Łódź
  - Brandschutzverwaltung in Olsztyn
  - Brandschutzverwaltung in Opole
  - Brandschutzverwaltung in Poznań
  - Brandschutzverwaltung in Rzeszów
  - Brandschutzverwaltung in Szczecin
  - Brandschutzverwaltung in Toruń
  - Brandschutzverwaltung in Warszawa
  - Brandschutzverwaltung in Wrocław

Die Berufsfeuerwehr umfasst rund 30.000 aktive Einsatzkräfte. Sie trägt im Einsatz rote Feuerwehrhelme.

## Nichtstaatlich organisierte Feuerwehr
Die nichtstaatlich organisierte Freiwillige Feuerwehr (Ochotnicza Straż Pożarna, OSP) umfasst rund 650.000 aktive Mitglieder in etwa 17.000 Stützpunkten. Die Freiwillige Feuerwehr trägt im Einsatz weiße Feuerwehrhelme.

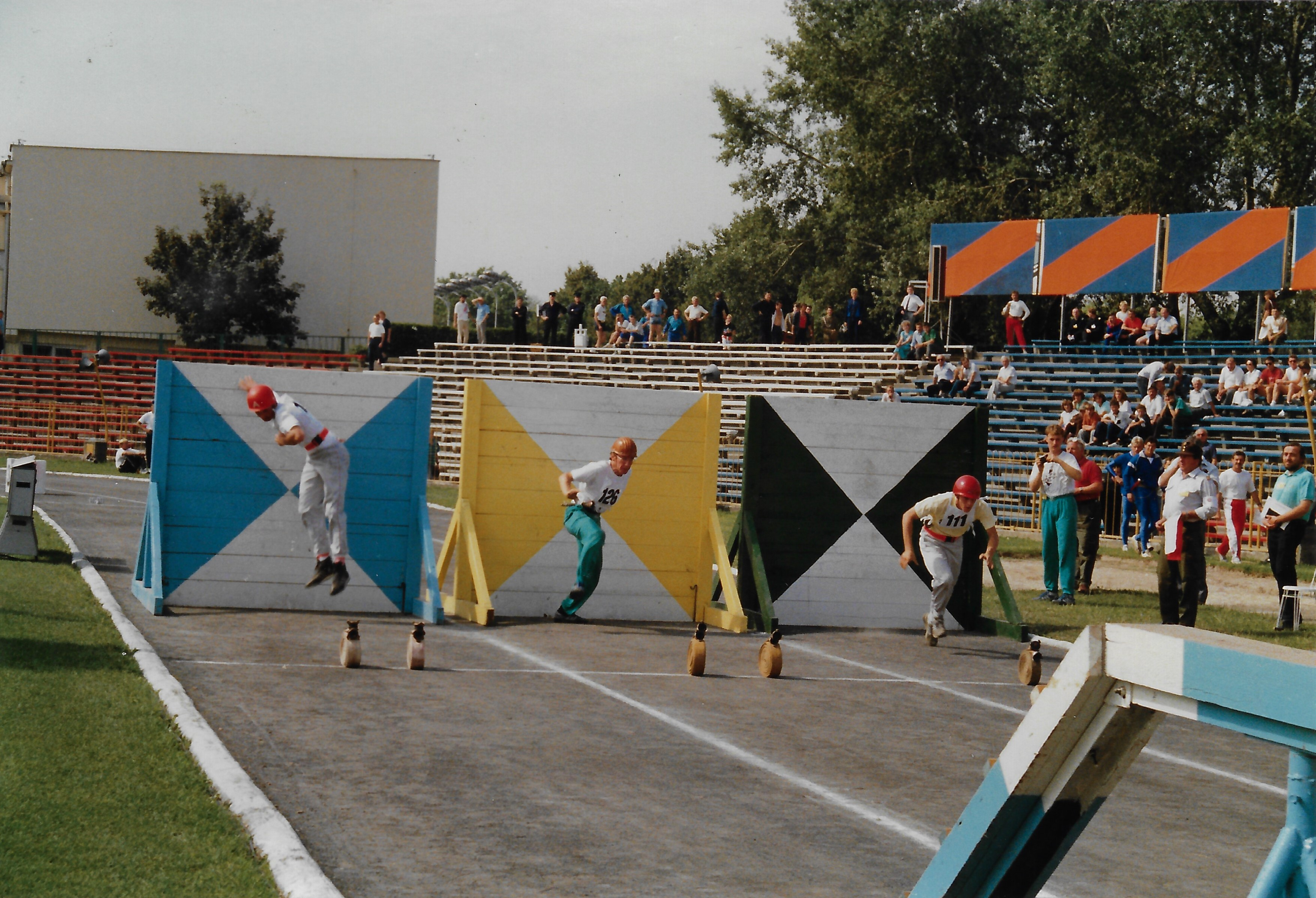
100-Meter-Hindernislauf bei den IX. Internationalen Feuerwehrsportwettkämpfen des Weltfeuerwehrverbandes CTIF (Feuerwehrolympiade) 1989 in Warschau

## Feuerwehrverband

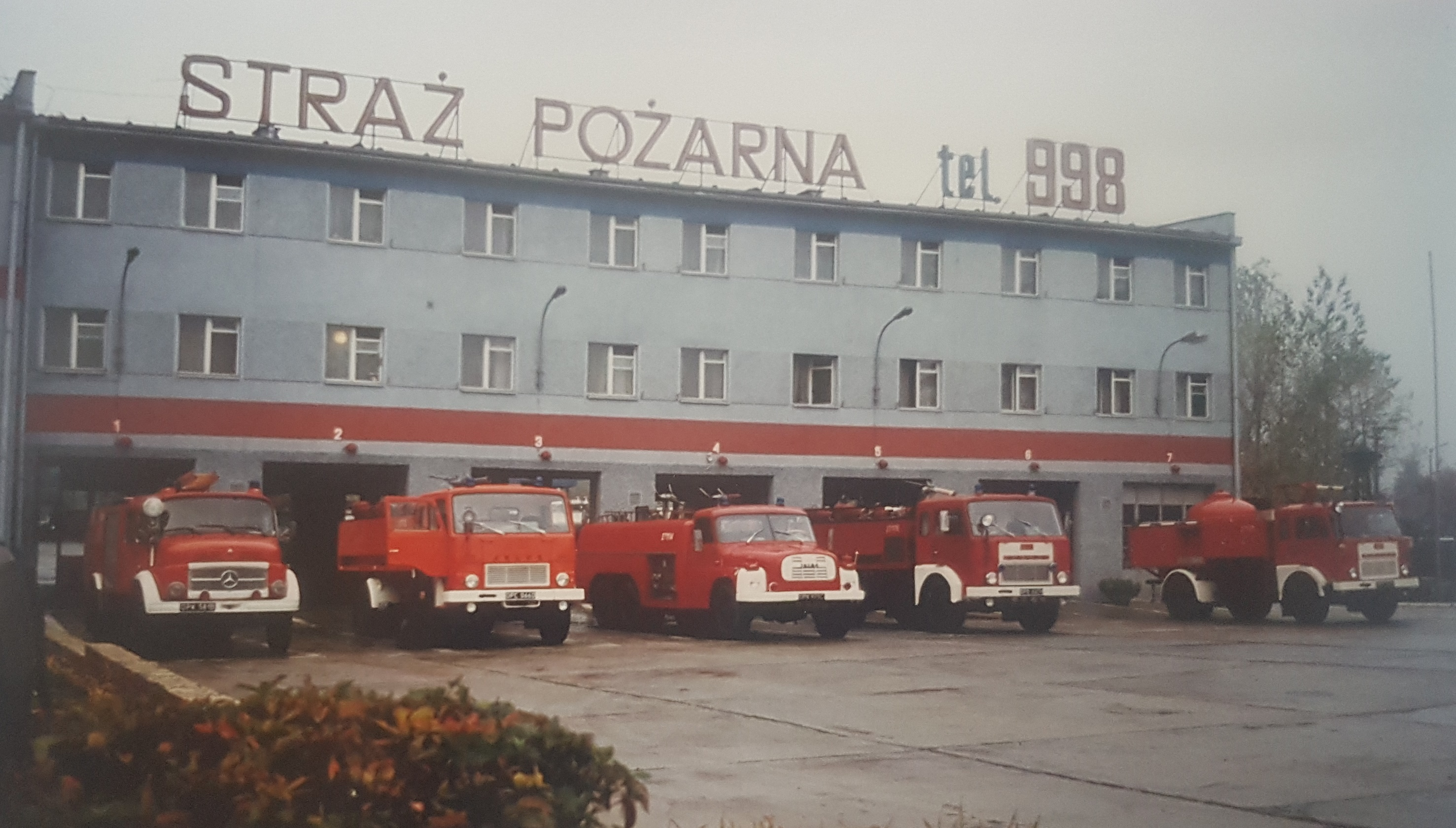
Feuerwache und Feuerwehrfahrzeuge der BF Opole im Oktober 1987

Der polnische Feuerwehrverband ist Mitglied des Feuerwehr-Weltverbandes CTIF.
Vom 24. bis 30. Juli 1989 wurden im Gwardia-Stadion in Warschau die IX. Internationalen Feuerwehrwettkämpfe des Weltfeuerwehrverbandes CTIF (Feuerwehrolympiade) veranstaltet. Zum Programm gehörten Traditionelle Internationale Feuerwehrwettbewerbe, Internationale Feuerwehrsportwettkämpfe und Internationale Jugendfeuerwehrwettbewerbe.

### Internationale Verbindungen
Die Feuerwehren sind über den Feuerwehrverband Polen ordentliches Mitglied des Weltfeuerwehrverbandes CTIF. Darüber hinaus bestehen Verbindungen insbesondere zu europäischen Feuerwehrverbänden wie dem Deutschen Feuerwehrverband.

## Dienstgrade
- Dienstgrade der Feuerwehr in Polen